# 首爾圖書館

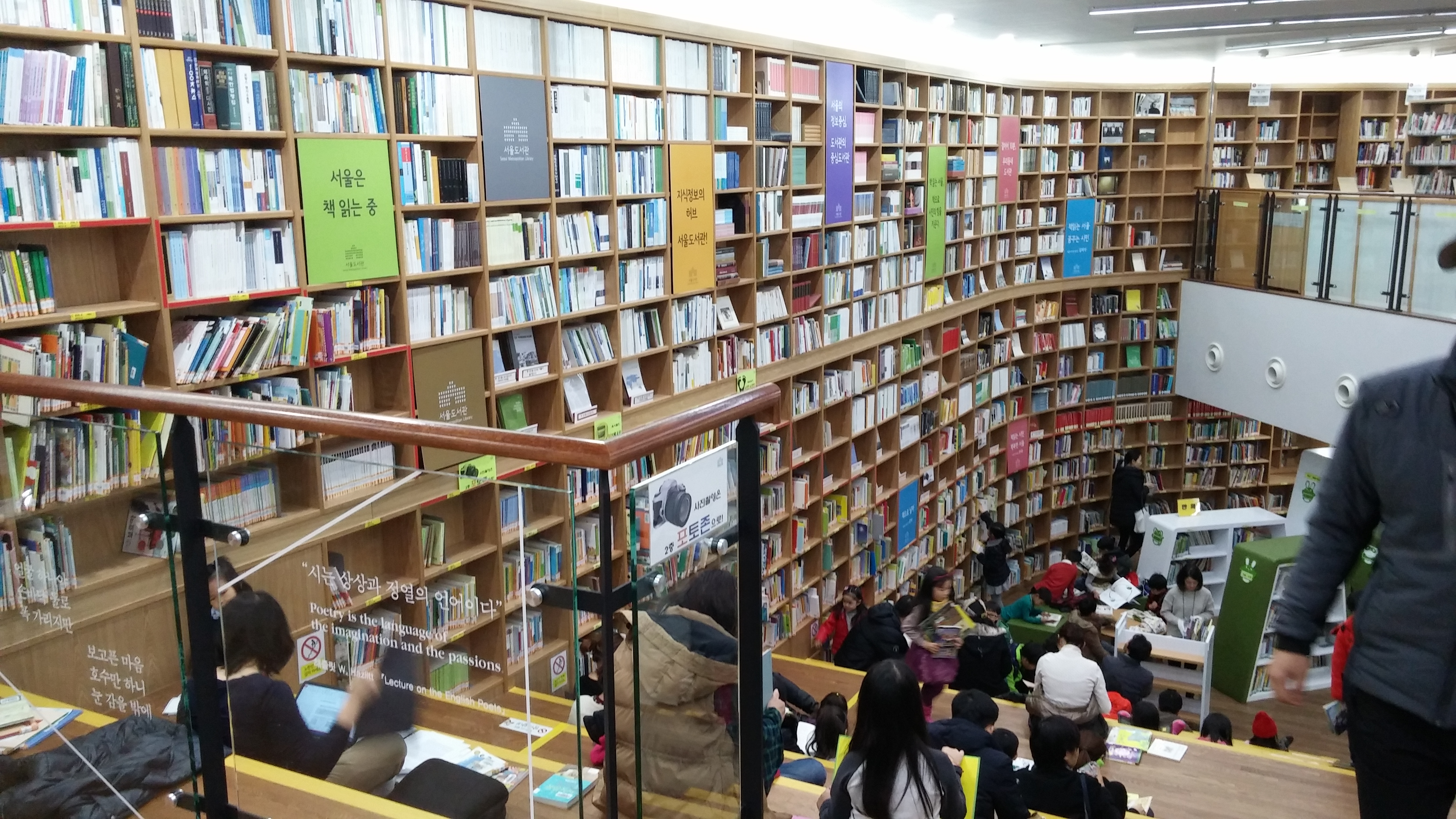
圖書館內部

首爾圖書館（韓語：서울도서관）位於韓國首爾特別市，是隸屬於首尔特别市厅的公共图书馆，由1925年興建的首爾特別市廳舍改造而成，比鄰首爾廣場。成立於2012年10月26日，館藏超過30萬冊。

## 交通
地鐵
- 首都圈電鐵1號線 首爾地鐵2號線 市廳站

## 外部連結
- 首爾圖書館 （页面存档备份，存于）